# Knowlton (Québec)
Pour les articles homonymes, voir Knowlton.
Knowlton est un village compris dans le territoire de la ville de Lac-Brome dans Brome-Missisquoi au Québec (Canada).
Chef-lieu du comté de Brome, le village compte dès le milieu du xixe siècle plusieurs institutions régionales. Situé sur les rives du lac Brome et au pied des monts Sutton, Knowlton s'établit rapidement comme une destination touristique prisée par les villégiateurs et touristes.

## Toponymie
Le village est nommé d'après Paul Holland Knowlton, un militaire, fermier et marchand né en 1787 et mort en 1863. Knowlton, fils de loyalistes, est originaire de Knowlton Landing aux abords du lac Memphrémagog. Il s'établit sur les rives du lac Brome en 1815. Il y exploite une ferme, un magasin et une distillerie. Knowlton est nommé agent des terres en 1827, puis est élu député à l'assemblée législative du Bas-Canada de 1830 à 1834. Il participe activement au développement de la communauté dans ses sphères agricole, médiatique, militaire et politique.
Le village est d'abord nommé Coldbrook, en référence au ruisseau Cold, un affluent du lac Brome aux abords duquel il est établi. Le nom Knowlton est choisi lors de l'établissement d'un bureau de poste en 1851, et entrera dans l'usage,.

## Histoire

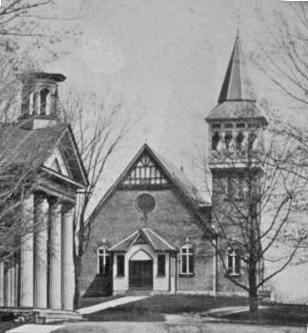
La première église anglicane St. Paul's.

Le village prend forme graduellement lorsque le colonel Knowlton et son ami le capitaine James Ball établissent un moulin à grain sur le cours du ruisseau Cold en 1837, puis une scierie peu de temps après. Également sont érigées une forge, une usine à potasse, un magasin général et un moulin à grain. Israel England est convaincu par les deux pionniers d'établir une tannerie sur le même cours d'eau. On trouvait déjà dans les environs un moulin à scie depuis 1821 et une école depuis 1822, mais l'absence de chemin carrossable avant 1829 ralentit l'établissement du village. 
Une mission anglicane dessert l'endroit à partir de 1840, avec des célébrations dans une école construite par Ball. Les méthodistes wesleyens utilisent aussi l'école comme mitaine. L'église anglicane Saint Paul est construite en 1843 sur un terrain donné par le colonel Knowlton, surplombant l'étang Mill Pond. Une église méthodiste est construite en 1855 sur un terrain donné par Israel England sur la rive opposée de l'étang. 

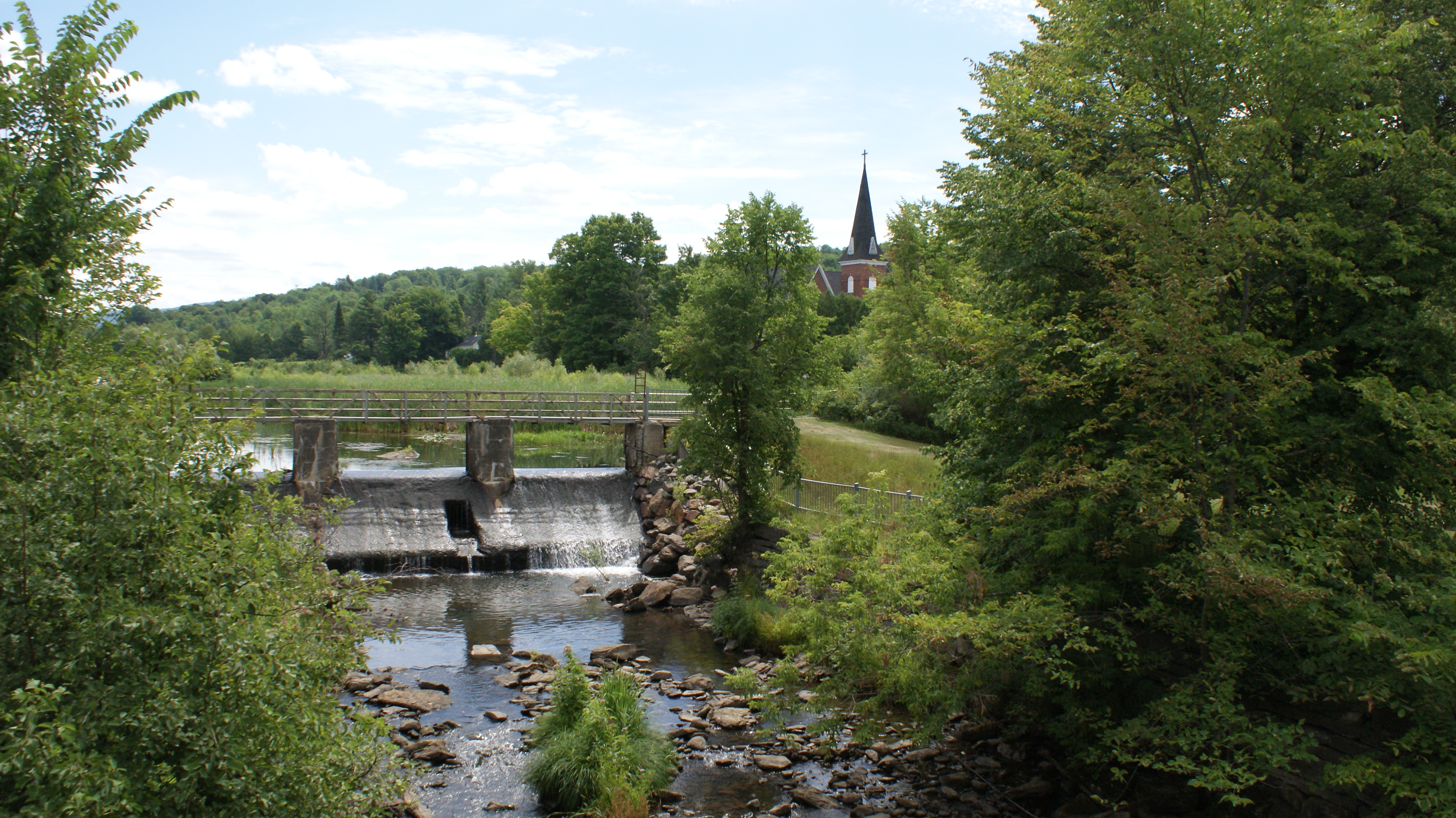
Barrage sur le ruisseau Cold.

Knowlton est choisi comme chef-lieu du comté de Brome vers 1855, ce qui propulse son développement économique, alors que plusieurs institutions s'installent le long du ruisseau Cold : centre de tri postal, palais de justice, collège, bureau d'enregistrement du comté. Lors de la décennie suivante, le village est un carrefour névralgique de la télégraphie et devient une destination de villégiature pour la bourgeoisie anglo-protestante montréalaise,,.
Une municipalité de village est constituée par détachement du canton de Brome en 1888. La municipalité fusionne de nouveau au canton de Brome ainsi qu'à Foster en 1971, pour former la ville de Lac-Brome.

## Services

### Éducation
Le village comprend une école francophone, l'école Saint-Édouard, et une école anglophone, la Knowlton Academy.
De 1995 à 2017, le village accueille un campus de l'Université Bishop's dédié aux beaux-arts,.

### Loisirs, culture et vie communautaire
Le village accueille la première bibliothèque publique gratuite établie en milieu rural au Québec, la bibliothèque commémorative Pettes.